# Wolfgang Müller (Archivar)

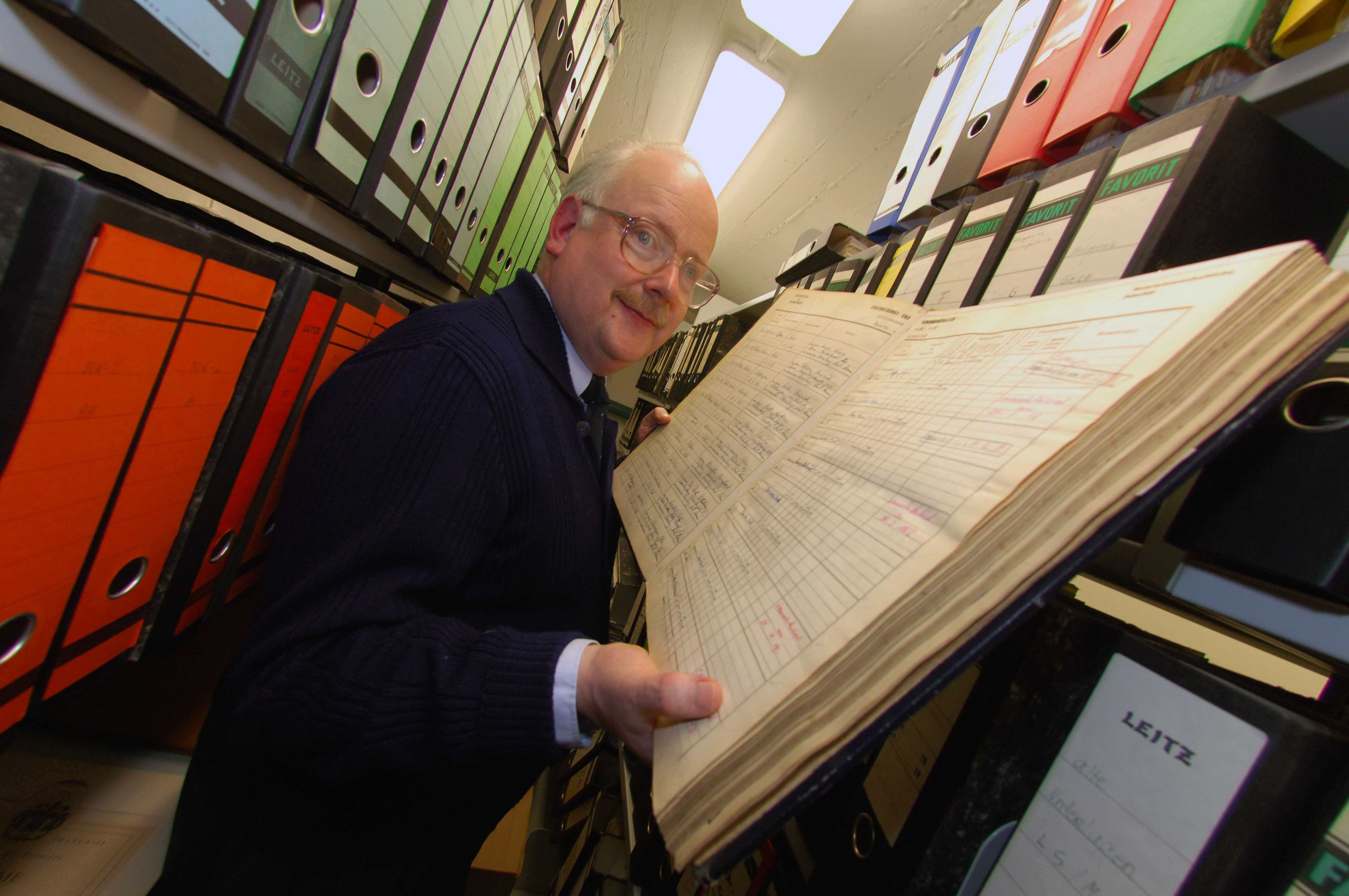
Wolfgang Müller im Archiv (2014)

Wolfgang Müller (* 3. März 1954 in Kaiserslautern) ist ein deutscher Archivar und Landeshistoriker im Saarland.

## Leben
Müller besuchte das Neusprachliche Gymnasium am Rittersberg in Kaiserslautern. Nach dem Abitur studierte er ab 1972 Geschichte und Germanistik an der Universität des Saarlandes. Nach drei Jahren als studentischer Mitarbeiter am Institut für Alte Geschichte (Werner Eck) bestand er 1978 das Erste Staatsexamen. Dank eines Promotionsstipendiums erarbeitete er seine von Heinz-Otto Sieburg und Jörg K. Hoensch betreute Doktorarbeit. 1983 wurde er zum Dr. phil. promoviert.
Von 1981 bis 1988 wissenschaftlicher Assistent am Historischen Institut, betrieb er erste Studien zur Universitätsgeschichte. Daneben koordinierte er die Zusammenarbeit mit dem Historischen Institut der Universität Metz. Als Stipendiat im VW-Forschungsprojekt bei Elisabeth Fehrenbach befasste er sich 1986–1988 mit der Resonanz der Französischen Revolution auf dem linken Rheinufer. Das zweijährige Archivreferendariat absolvierte er am Landesarchiv Saarbrücken und an der Archivschule Marburg (24. Lehrgang). Er bestand 1991 das Zweite Staatsexamen als Laufbahnprüfung für den höheren Archivdienst. Danach begründete er das Archiv der Universität des Saarlandes, das er seitdem systematisch auf- und ausbaute. Seit 1995 hat er am Historischen Institut einen Lehrauftrag für Archivwissenschaft inne.
Müllers Publikationen befassen sich mit der Geschichte der Universität des Saarlandes, der Wissenschaftsgeschichte, der Regionalgeschichte im 19. und 20. Jahrhundert, der Archivwissenschaft und Aspekten des pfälzischen Protestantismus. Er hat unter anderem zahlreiche Beiträge und Zeitzeugenberichte zur Geschichte einzelner Institute oder biographische Untersuchungen zu an der Universität des Saarlandes tätigen Wissenschaftlern verfasst, beispielsweise aus dem Nachlass die Memoiren des Geographen Carl Rathjens herausgegeben sowie eine ausführliche Lebensgeschichte des vergessenen deutschböhmischen Rechtsgelehrten Rudolf Schránil erstellt.
Im Jahr 2019 trat er in den Ruhestand, blieb der Universität jedoch weiterhin als Archivar erhalten.

## Mitgliedschaften
- Verband deutscher Archivarinnen und Archivare[6]
- Kommission für Saarländische Landesgeschichte
- Vorstand des Vereins für Pfälzische Kirchengeschichte[7]
- Stellvertretender Vorsitzender des Saarländischen Archivverbandes 2008–2019[8]

## Werke
- Studentische Impressionen aus den frühen Jahren der Universität des Saarlandes. Saarbrücken 2006.
- mit Christa Lichtenstern (Hg): Das Kunstgeschichtliche Institut der Universität des Saarlandes (= Annales Universitatis Saravienisis Philosophische Fakultäten, Band 25). St. Ingbert 2006.
- mit Kai Horstmann (Hg.): „Mit innerer Kraft und dem Segen Gottes wirksam sein.“ Betrachtungen zur Geschichte der Evangelischen Studierendengemeinde das Saarlandes zwischen gestern und heute. Saarbrücken 2006.
- Unter der Ägide der Universität Nancy. Streiflichter zur Gründung des Homburger Hochschulinstituts vor 60 Jahren. Aktualisierter Nachdruck. Saarbrücken 2009.
- Von der französischen Universitätsgründung zur Universität der Großregion. Zur Geschichte und Erforschung der internationalen Vernetzung der Universität des Saarlandes. In: Jens Blecher, Sabine Happ (Hrsg.): Archive im Verbund: Netzwerke und Kooperationen. Frühjahrstagung der Fachgruppe 8 im Verband deutscher Archivarinnen und Archivare e. V. 13. – 15. März 2013 an der Karls-Universität Prag (Tschechien) (und 83. Deutscher Archivtag in Saarbrücken) (= Wissenschaftsarchive 2013, Band 3). Leipzig 2014, S. 211–225.
- Klaus Frédéric Johannes (Hrsg.) unter redaktioneller Mitarbeit von Wolfgang Müller: Mobilitas. Festschrift zum 70. Geburtstag Werner Schreiners (Schriftenreihe der Bezirksgruppe Neustadt an der Weinstraße im Historischen Verein der Pfalz, Neue Folge Band 1). Neustadt an der Weinstraße 2017.
- mit Ingo Holzapfel (Hrsg.): Gottes Liebe zählt. Festschrift für  Karl Heinrich  Beck zum 90. Geburtstag. Kaiserslautern 2019.
- Die Universität des Saarlandes. Impressionen aus einer bewegten Geschichte. 2. Auflage. Erfurt 2020.
- Harald Zimmermann – Erinnerungen an meine Saarbrücker Zeit 1967–1978. In: Christian Vogel, Christina Abel, Tobias Wagner, Katharina Smola, Daniel Ludwig (Hrsg.): Frankenreich – Testamente – Landesgeschichte. Festschrift für Brigitte Kasten zum 65. Geburtstag (= Veröffentlichungen der Kommission für Saarländische Landesgeschichte, Band 53). Saarbrücken 2020, S. 617–631.
- In memoriam – Prof. Dr. Bernard Vogler und seine Forschungen zur Geschichte des pfälzischen Protestantismus. In: Blätter für pfälzische Kirchengeschichte. 88, 2021, S. 117–125.

### Archivwissenschaftliche Publikationen
- Dokumentationsziele und Aspekte der Bewertung in Hochschularchiven und Archiven wissenschaftlicher Institutionen – Beiträge zur Frühjahrstagung der Fachgruppe 8 – Archivare an Hochschularchiven und Archiven wissenschaftlicher Institutionen – des Verbandes deutscher Archivarinnen und Archivare am 23. und 24. März 2006 an der Universität des Saarlandes in Saarbrücken (= Universitätsreden, Band 73). Saarbrücken 2008.
- Dokumentationsprofil für Archive wissenschaftlicher Hochschulen. Eine Handreichung von Thomas Becker (Bonn), Werner Moritz (Heidelberg), Wolfgang Müller (Saarbrücken), Klaus Nippert (Karlsruhe) und Max Plassmann (Düsseldorf). Saarbrücken 2009.
- Das Archiv der Universität des Saarlandes. In: Ingo Runde (Hg.): Universitätsarchive in Südwestdeutschland. Geschichte – Bestände – Projekte. Tagungsband anlässlich des 625-jährigen Jubiläums der Ersterwähnung einer Archivkiste der Universität Heidelberg zum 8. Februar 1388 (= Heidelberger Schriften zur Universitätsgeschichte, Band 1). Heidelberg 2013, S. 157–174
- Die Matrikelüberlieferung der Universität des Saarlandes. Die ersten Register stammen von der Mutteruniversität Nancy – Immatrikulations-Alben, Registres d’Inscription und Livres d’Honneur mit Staatsangehörigkeit Saarland. In: Heike Hawicks, Ingo Runde (Hrsg.): Universitätsmatrikeln im deutschen Südwesten – Bestände, Erschließung und digitale Präsentation (= Heidelberger Schriften zur Universitätsgeschichte, Band 9). Heidelberg 2020, S. 235–258.